# اچ‌ام‌اس آنتیگوا (۱۷۷۹)
اچ‌ام‌اس آنتیگوا (۱۷۷۹) (به انگلیسی: HMS Antigua (۱۷۷۹)) یک کشتی ۱۴ نفره بود که از سال ۱۷۷۹تا ۱۷۹۲در نیروی دریایی سلطنتی بریتانیا خدمت کرد. در پرونده‌های معاصر این کشتی گاهی به عنوان کشتی «ارتش اعلیحضرت آنتیگوا» شناخته می‌شود.

## جنگ انقلابی آمریکا
بین سال‌های ۱۷۸۰و ۱۷۸۲ تحت فرمان ستوان رابرت بارتون بود و چند جایزه را گرفت.